# Laura Forgia
Laura Forgia (née Laura Lena Forgia le 9 octobre 1982 en Angera) est un soubrette, mannequin, actrice et présentatrice de télévision italienne d'origine suédoise, parfois connue sous le pseudonyme Lena Harva.

## Télévision
| An        | Titre                                            | Réseau TV                | Remarques                                                                                    | Références |
| --------- | ------------------------------------------------ | ------------------------ | -------------------------------------------------------------------------------------------- | ---------- |
| 2007–08   | Talent1                                          | Italia 1                 | Co-présentatrice                                                                             | ,          |
| 2007–08   | Talent1 Night, la notte dei talenti              | Italia 1                 | Co-présentatrice                                                                             | [ 5 ]      |
| 2008      | Veline                                           | Canale 5                 |                                                                                              | ,          |
| 2008      | Artù                                             | Rai 2                    |                                                                                              | [ 7 ]      |
| 2009      | Documentaire in Corea                            | Sky                      |                                                                                              | ,          |
| 2009      | Scherzi a parte                                  | Italia 1                 |                                                                                              | ,          |
| 2009–10   | Oktagon                                          | Italia 1, Dahlia TV      |                                                                                              | [ 7 ]      |
| 2009–10   | Cuork - Viaggio al centro della coppia           | La7                      |                                                                                              | [ 7 ]      |
| 2010      | Sai cosa c'è di nuovo?                           | Canale 10, Odeon 24      | Présentatrice                                                                                | [ 7 ]      |
| 2010–11   | L'almanacco del Gene Gnocco                      | Rai 3                    |                                                                                              | [ 10 ]     |
| 2010–11   | Le Iene                                          | Italia 1                 |                                                                                              | [ 10 ]     |
| 2011      | Saturday Night Live from Milano                  | Italia 1                 | [ 7 ]                                                                                        |            |
| 2011–16   | L'eredità                                        | Rai 1                    | Membre "Professoresse"                                                                       | ,          |
| 2011      | Soliti ignoti - Identità nascoste                | Rai 1                    | Identité cachée: "professoressa a L'eredità"                                                 | ,          |
| 2012      | Premio TV - Premio regia televisiva 2012         | Rai 1                    | A reçu un prix avec Carlo Conti pour ses apparitions comme un "professoresse" dans L'eredità | ,          |
| 2013      | La prova del cuoco                               | Rai 1                    |                                                                                              | ,          |
| 2013      | Premio TV - Premio regia televisiva 2013         | Rai 1                    | A reçu un prix avec Carlo Conti pour ses apparitions comme un "professoresse" dans L'eredità | ,          |
| 2014      | Premio TV - Premio regia televisiva 2014         | Rai 1                    | A reçu un prix avec Carlo Conti pour ses apparitions comme un "professoresse" dans L'eredità | ,          |
| 2014      | Temptation Island                                | Canale 5                 | Tentatrice                                                                                   | ,          |
| 2014      | Temptation Island e poi                          | Canale 5                 | Tentatrice                                                                                   | [ 21 ]     |
| 2014      | Tale e Quale Show                                | Rai 1                    | Comme Emma Bunton des Spice Girls avec le "professoresse" et Gabriele Cirilli                | [ 20 ]     |
| 2015      | Pechino Express                                  | Rai 2                    | Finaliste (quatrième avec Eleonora Cortini comme "Le professoresse")                         | ,          |
| 2016–17   | Cultura moderna                                  | Italia 1, Mediaset Extra | Co-présentatrice                                                                             | ,          |
| 2017      | Tiki Taka - Il calcio è il nostro gioco          | Italia 1                 |                                                                                              | [ 25 ]     |
| 2017      | Sbandati                                         | Rai 2                    | "Panelist" et special guest                                                                  |            |
| 2017–2018 | I fatti vostri                                   | Rai 2                    | Présentatrice                                                                                |            |
| 2018–2019 | La palestra in casa (tutorial Pomeriggio Cinque) | Canale 5                 | Protagoniste                                                                                 |            |

## Films
| An   | Titre                    | Rôle    | Remarques                   | Références |
| ---- | ------------------------ | ------- | --------------------------- | ---------- |
| 2008 | Medici miei              | Patient |                             | [ 8 ]      |
| 2009 | La vita presa a calci    |         |                             | ,          |
| 2010 | The Night of the Zombies | Vania   | Co-protagoniste             | ,          |
| 2010 | L'Ange du mal            |         | Rôle mineur                 | ,          |
| 2011 | Agata e Simona           | Simona  | Court métrage; Protagoniste | [ 31 ]     |
| 2012 | Camera Café              | Ingrid  | Guest-star                  | [ 31 ]     |
| 2016 | Maremmamara              | Marta   |                             | [ 32 ]     |
| 2016 | Il mondo di mezzo        | Gaia    | Protagoniste                | ,          |
| 2017 | Figli randagi            |         | Protagoniste                | [ 36 ]     |

## Music videos
| An   | Titre                                                   | Références |
| ---- | ------------------------------------------------------- | ---------- |
| 2016 | Jacky Greco feat. Snoop Dogg, Arlissa & JakkCity "Blow" | ,          |

## Autres
| An   | Titre              | Remarques                                                     | Références |
| ---- | ------------------ | ------------------------------------------------------------- | ---------- |
| 2016 | A casa delle proff | Le canal ToTape est co-fondé et co-géré avec Eleonora Cortini | ,          |